# ベジット
ベジットは鳥山明の漫画『ドラゴンボール』およびそれを原作としたアニメ『ドラゴンボールZ』『ドラゴンボール改』『ドラゴンボール超』に登場する架空のキャラクター。

## 人物像
吸収を繰り返し強くなっていく魔人ブウを倒すため、界王神に伝わる神具「ポタラ」を使い、孫悟空（カカロット）とライバルであるベジータの2人が合体をした姿。ベジータと悟空のサイヤ人としての本名であるカカロットを合わせて「ベジータとカカロットが合体してベジット」と名乗った。アニメでは悟空の声優である野沢雅子と、ベジータの声優である堀川りょうが2人同時に喋る。一人称は「オレ」。
肉体の融合に伴って、服装や性格も2人が融合したものとなっている。服装は悟空の道着をベースにしているが、道着の色は山吹色からベジータが着ていたボディスーツと同じ紺色に変化し、アンダーシャツの色は悟空の道着と同じ山吹色へと変化し、ベジータのグローブとブーツを着用している。両耳にはポタラを付けている。合体を行った際のベジータは死人ゆえに頭上に天使の輪が浮いていたが、合体してベジットになった際には天使の輪は消えた。
性格は一見すると挑発的で高飛車だが、それはあくまで魔人ブウを挑発するための演技である。心中は吸収された仲間を救出するために自らを吸収させるよう話術で仕向けるなど、冷静沈着で頭脳的な戦士。
ポタラを用いた合体による戦闘力の飛躍はフュージョンすら凌ぎ、圧倒的な戦闘力を誇る。超サイヤ人に変身して、孫悟飯たちを吸収した魔人ブウを一方的に打ちのめし、片足であしらって弄んだほか、アニメでは平常時でも悟飯を吸収した魔人ブウと戦い圧倒した。本人によれば、魔人ブウとの戦闘では本気を出しておらず、本気で戦った場合の戦闘力は未知数である。老界王神によれば、「あの世とこの世を含めて3本の指に入る達人の中の2人であり、しかもライバル同士である悟空とベジータが合体したため最強だ」という。

## 作中での活躍
次々と仲間を吸収してパワーアップを繰り返す魔人ブウを倒すため、あの世から復活した悟空とベジータが老界王神から与えられた、界王神に伝わる神具「ポタラ」の力を用いて合体し誕生した。原作ではポタラでの合体直後すぐに超サイヤ人（自ら「超（スーパー）ベジット」と呼んでいる）に変身したが、アニメでは当初は平常時でも魔人ブウと戦った。戦闘中に魔人ブウから反撃を受けるもダメージは皆無であった。
ベジットの圧倒的な強さに焦りを感じた魔人ブウはベジットの体内に侵入し、体内からベジットの体を破裂させようとするが、ベジットは自身の気で魔人ブウの動きを封じ、逆に魔人ブウを追い詰めて体外に追い出した。魔人ブウが放った不意打ちの「お菓子光線」によりコーヒーキャンディに変えられるが、今まで光線を浴びた他の者たちとは違い、コーヒーキャンディの姿のまま喋ったり移動したりといった活動が可能なうえに、強さも全く変わっておらず、逆にその小さなサイズを活かして魔人ブウを翻弄した。なお、コーヒーキャンディになっている時にベジットは自らを「世界一強いアメ玉」と称した。結局、魔人ブウにコーヒーキャンディから元の姿に戻された。
吸収された仲間たちを助けるため、魔人ブウへの挑発を繰り返して自分を吸収するように仕向け、わざと魔人ブウに吸収される。吸収される瞬間に全身にバリヤーを展開することで、問題なく魔人ブウの体内への侵入に成功した。しかし、老界王神から「ポタラで合体したら二度と元に戻れない」と警告されていたが、魔人ブウの体内でバリヤーを解いた瞬間に、合体が解除されて元の2人に分離した。悟空はこれについて、「魔人ブウの体内の“イヤな空気”の影響で合体が解除されたのでは？」と推測していた。
その後、魔人ブウとの最終決戦を前に、老界王神から再度ポタラで合体してベジットになるように薦められるが、悟空は「オラたち向きじゃない」とポタラを使って合体することを拒否。ベジータも悟空の発言を聞いて「それこそがサイヤ人だ」と珍しく悟空を褒め、ポタラを粉々に破壊した。そのため、原作中では一度きりの合体となった。

### ドラゴンボール超
“未来”トランクス編に登場。ポタラを使って合体・進化した合体ザマスに対抗するため、悟空とベジータの2人が再びポタラを使って合体し、ベジットとなる。両者共に以前より大幅に実力を上げていることもあり、相乗効果でベジットも超サイヤ人ブルーへとパワーアップを果たした。その際、「ベジットブルー」と名乗っている。2人がポタラを使って合体する前に第10宇宙の界王神ゴワスから、「界王神でない者同士のポタラでの合体は、約1時間しか効果がない」と明かされた。
ベジットと合体ザマスの力は互角で一進一退の攻防を繰り広げる。この戦闘でベジットは自身初となるダメージを負うが、気の剣で反撃するなどした。ザマスがゴクウブラックとポタラで合体したことで不死身の効果に変調を来たした影響もあり、徐々にベジットが優勢となる。そしてベジットは決着を付けようと猛攻を畳み掛けるが、元々消耗の激しい超サイヤ人ブルーでの全力の戦闘に加え、大技の「ファイナルかめはめ波」を使った影響でポタラに宿る合体を維持する力が予想以上に早く消耗し尽くし、時間切れとなり元の2人に分離する。
漫画版の『ドラゴンボール超』ではアニメ版とは展開が異なり、約1時間が経過する前に元の2人に戻ることは共通しているが、合体ザマスから1度もダメージを負うことなく圧倒している。また界王神シンがゴワスの話を聞いて「魔人ブウ編」でベジットの合体が解けた原因が魔人ブウの体内に存在するイヤな空気の影響ではなく、制限時間のせいであることを確信した他、超サイヤ人ブルーに変身したベジットの圧倒的なパワーを感じて「ビルス様を上回っているのでは？」と推測している。

## ベジットの技
原作では、技自体ほとんど使っていない。アニメでは悟空とベジータの技を使っている。なお、ゲームで使う技は原作およびアニメと比べて、技の内容が異なっている。
気の剣 / フラッシュソードアタック / スピリッツソード / ビームソードスラッシュ / 超ベジットソード / ベジットソード
手刀にまとわせた気の剣を伸ばし、敵を貫く技。魔人ブウとの戦いで使用し、魔人ブウの体を串刺しにした。ゲームによっては、この気の刃で斬りつけるように使用するものもある。
『ドラゴンボール超』では、合体ザマス戦との戦いで使用。合体ザマスの攻撃を受けて倒れた後、気絶を装って不意打ちで繰り出し、合体ザマスの左胸を貫いた。合体ザマスも手刀に剣状の気を形成した技を用いることから「オレにもこのくらいはできるんだぜ」と発言している。ゲーム『ドラゴンボール ゼノバース2』では合体ザマスの左胸を貫いたこの技はスピリッツバンカーという名称になっている。
ゲーム『ドッカンバトル』では超ベジットが放つ際の名称がスピリッツソードとなっており、ベジットブルーが放つ際の名称がベジットソードとなっている。
連続気功波 / 拡散エネルギー弾 / 拡散フィンガービーム / スプリットフィンガーショット
腕を一振りし、複数の気弾を同時に発射する。この技で魔人ブウが使用した「スーパーゴーストカミカゼアタック」を迎撃した。『ドラゴンボールZ』では第271話、『ドラゴンボール改』では第147話で使用し、5本の指それぞれに気を集めてから発射する技として描写された。
バリヤー
自分の体の表面を覆うようにして気のバリヤーを張る技。魔人ブウに吸収された悟飯たちを助けるために、この技で身を守りながらわざと魔人ブウに吸収された。その結果、ベジット自身は吸収されずに魔人ブウの体内に侵入することはできたものの、全身を覆っているバリヤーを解いた途端に合体が解けた。

### 変身
超サイヤ人
悟飯たちを吸収してパワーアップしたブウに手も足も出させず終始圧倒し、アメ玉にされても意識を保ちつつ自由に動き回りブウを一方的に痛め付るほどの力を持つ。
超サイヤ人ブルー
悟空とベジータが両者共に超サイヤ人ブルーに変身するほど実力が格段に上がった相乗効果でベジットも超サイヤ人ブルーに変身できるようになった。異形化した合体ザマスと互角に戦いを繰り広げるほどの力を持つ。

### アニメ・ゲームで使用
かめはめ波
悟空の技。原作では未使用だが、『ドラゴンボールZ』第272話、『ドラゴンボール改』第147話で使用。ただし、技名は叫ばず無言で使用した。
瞬間移動
悟空の技。『ドラゴンボールZ』第271話、『ドラゴンボール改』第147話で使用。魔人ブウが放った「スーパーゴーストカミカゼアタック」から逃れるために使用。
『ドラゴンボール超』でも合体ザマス戦にて使用。悟空と同様に額に指を当てて使用した。
ビッグ・バン・アタック
ベジータの技。『ドラゴンボールZ』第270話、『ドラゴンボール改』第146話で使用。魔人ブウ（悟飯吸収）の体をバラバラにした。こちらはベジータのものとは違い、球体ではなくエネルギー波を放つタイプ。
また、「アルティメットビッグバンアタック」として『スーパードラゴンボールヒーローズ』にも登場し、超サイヤ人の状態で使用している。テレビアニメで魔人ブウに対して使用していたビーム状のビッグ・バン・アタックで攻撃する。
なお、本来は「ビッグ・バン・アタック」が正しい表記であるが、カードや書籍では「ビッグバンアタック」で表記されている。
ファイナルかめはめ波
悟空の技「かめはめ波」とベジータの技「ファイナルフラッシュ」を融合させた技。PlayStation専用のゲームソフト『ドラゴンボール FINAL BOUT』にて初登場。
本編中ではアニメ『ドラゴンボール超』の合体ザマス戦で初使用。「ファイナルフラッシュ」の構えから「かめはめ波」の構えに移行し、強力な気功波を放つ。
ギャリック砲
ベジータの技。ゲームのみで使用。
ファイナルフラッシュ
ベジータの技。ゲームのみで使用。
スピリッツキャノン
ゲームオリジナルの技。突き出した手から巨大な気功波を相手に放つ。
サイキックウェーブ
ゲームオリジナルの技。人差し指を上に上げ、相手の足元から気を放出する。
サベージカウンター
ゲームオリジナルの技。相手を挑発し、こちらに向かってきた相手を連続で蹴るというカウンター技。しかし、気功波や投げ技には通じない。
スピリッツエクスカリバー
『ドラゴンボールヒーローズ』と『ドラゴンボール ファイターズ』のオリジナルの技。『ヒーローズ』では超サイヤ人3の状態で使用する。特大のスピリッツソードで敵を上段から切り裂く。『ドッカンバトル』でも超ベジットが使用している。
スピリッツセイバー
『スーパードラゴンボールヒーローズ』のオリジナル技。ベジット：ゼノが通常状態時および超サイヤ人：界王拳の状態で使用する。スピリッツソードで串刺しにして打ち上げたあと、スピリッツソードで薙ぎ払う。
ファイナルエクスカリバー
『スーパードラゴンボールヒーローズ』のオリジナル技。ベジット：ゼノが超サイヤ人3の状態で使用する。スピリッツソードで串刺しにして打ち上げたあと、両手でクロス状に切り裂く。
ゴッドファイナルかめはめ波
『スーパードラゴンボールヒーローズ』のオリジナル技。超サイヤ人ブルーの状態で使用する。通常のファイナルかめはめ波とは違い、エフェクトが異なっている。
瞬間移動ファイナルかめはめ波
『スーパードラゴンボールヒーローズ』のオリジナル技。超サイヤ人ブルー：界王拳の状態で使用する。瞬間移動で瞬時に移動したあと、ファイナルかめはめ波で攻撃する。
ギャラクシースピリッツソード
『スーパードラゴンボールヒーローズ』のオリジナル技。超サイヤ人4のベジット：ゼノが使用する。手刀で連撃を加えて蹴り飛ばしたあと、スピリッツソードで薙ぎ払う。
ギャラクシーエターナルソード
『スーパードラゴンボールヒーローズ』のオリジナル技。超サイヤ人4のベジット：ゼノ限界突破状態時に使用する。連撃を加えて相手を岩盤へと押し込んだあと、スピリッツソードで上段から切り裂く。
ゴッドフィニッシュ
『スーパードラゴンボールヒーローズ』で超サイヤ人ブルーの状態で使用する。命名は『スーパードラゴンボールヒーローズ』であり、登場はテレビアニメ『ドラゴンボール超』から。ザマス戦で使用したもので、『スーパードラゴンボールヒーローズ』では連撃を加えたあと、上空へと蹴り飛ばし、瞬間移動して最後に強烈な一撃を与える。
テレビアニメではファイナルかめはめ波の後に上空へと舞い上がったザマスのもとに瞬間移動して一撃を食らわせるが、直後に合体が解除された。『ドッカンバトル』ではオメガフィニッシュブローという名称で登場している。
キャノンブローコンビネーション
『スーパードラゴンボールヒーローズ』で超サイヤ人ブルーの状態で使用する。命名は『スーパードラゴンボールヒーローズ』であり、登場はテレビアニメ『ドラゴンボールZ』から。テレビアニメで魔人ブウに対して通常状態時に使用していた攻撃で、『スーパードラゴンボールヒーローズ』では連撃を加えて蹴り飛ばしたあと、両手をかざして気弾を放つ。
スプリットフィンガーショット
『スーパードラゴンボールヒーローズ』で超サイヤ人の状態で使用する。命名は『スーパードラゴンボールヒーローズ』であり、登場はテレビアニメ『ドラゴンボールZ』から。テレビアニメでスーパーゴーストカミカゼアタックを使用した魔人ブウに対する攻撃で、左手から光弾を放って攻撃する。

## コンピュータゲーム
ゲームでは数々のifストーリーが描かれているが、『ドラゴンボール超』放送以前の作品ではまだ制限時間の設定や、原作で分離したことへの明確な説明付けが無かったため、「一度合体したら元に戻れない」の設定がそのまま生かされているケースもいくつかある。
ゲームでの初登場はスーパーファミコン専用ソフト『ドラゴンボールZ HYPER DIMENSION』。10人のプレイキャラクターの1人として登場。
PlayStation専用ソフト『ドラゴンボール FINAL BOUT』では隠しキャラクターとして登場。
PlayStation 2専用ソフト『ドラゴンボールZ2』では悟空かベジータにポタラのスキルを装備することにより合体可能。
PlayStation Portable用ゲームソフト『ドラゴンボールZ 真武道会』では最終決戦でベジットを選択すると、ドラゴンボールの願いを使い切っていたため1年間元に戻れなくなり困り果てるというエンディングになる。
PlayStation 3、Xbox 360用ソフト『ドラゴンボール レイジングブラスト』のIFストーリーでは、ゴジータとどちらが強いか勝負するストーリーが登場。勝利後は勝ち誇るが、今後の生活について問われ、たじろいでいる。
『ドラゴンボールヒーローズ』ではゲームオリジナルとして超サイヤ人2と超サイヤ人3のベジットも登場し、新たな技「スピリッツエクスカリバー」を使用している。
『スーパードラゴンボールヒーローズ』ではゼノ（ベジット：ゼノと表記される）と呼ばれる本作オリジナルのベジットも登場。ゴジータ：ゼノ同様に原作と衣装が異なっており、孫悟空：ゼノに近い服装となっている。また、ドラゴンボールヒーローズYouTube公式アカウントが公開したプロモーションアニメでは、超サイヤ人4に変身したベジットが新しく登場した。
『ドラゴンボールZ カカロット』では魔人ブウ編において特定のバトルで使用可能なキャラクターとして登場。同作ではブウとの戦闘のシーンが変わっており気の刃で貫いておらず、ブウに猛攻撃した後にビッグ・バン・アタックで吹き飛ばす描写となっている。クリア後に解放されるサブストーリー「老界王神とベジータ夫婦」をクリアすることでフォームチェンジによりバトル中にベジットに合体することが可能になる。このサブストーリーでは、悟空が「ベジットと戦ってみたい」と言い出したこととブルマの提案により、ベジットをバーチャルで再現するべく再びポタラを借りて合体することになる。使用後も「今後ポタラが必要になっても、それは悟空たちの力を借りる時だから」という界王神の判断でポタラは悟空とベジータに預けられる形になり、以後は自由に合体可能となった。なお、同作ではブウ戦後に界王神はポタラについて調べ、「界王神でない者同士のポタラでの合体は、約1時間しか効果がない」「合体の維持に必要な力を消耗すると1時間より早く解除されてしまう」という制約を知ったことになっており、悟空たちにも貸し出す際に知らされた。